# Mophun
Mophun – środowisko uruchomieniowe gier na platformy mobilne. Najbardziej znane jego zastosowanie to gry w telefonach Sony Ericsson T300 oraz T610. Jest dziełem firmy Synergenix Interactive.
Programy na platformę Mophun pisane są w asemblerze i językach C oraz C++ z użyciem dobrze udokumentowanego, otwartego API. Do kompilacji programów używana jest specjalnie przystosowana wersja kompilatora GCC. 
Pomimo niezwykle przyjaznego dla programisty API, środowisko to nie zdobyło większej popularności. Główną tego przyczyną wydaje się być skomplikowany proces certyfikacji – skompilowany program można uruchomić jedynie pod emulatorem, a w celu umożliwienia jego użycia na urządzeniu mobilnym należy poddać go procesowi certyfikacji przez Synergenix. Certyfikowany program jest zablokowany do użycia na tylko jednym numerze IMEI. Możliwość samodzielnej certyfikacji (a i to za pośrednictwem serwera firmy Synergenix) mają jedynie zarejestrowani i zatwierdzeni przez firmę developerzy, a i oni dostają zezwolenie na jedynie jeden numer IMEI. W celu dystrybucji stworzonego przez siebie programu, developer musi podpisać umowę sprzedaży go firmie Synergenix, która następnie zajmuje się jego dystrybucją oraz certyfikowaniem dla klientów końcowych.
Proces taki wyklucza tworzenie programów darmowych, a także zniechęca wielu developerów.